# Pteris heterophlebia
Pteris heterophlebia är en kantbräkenväxtart som beskrevs av Kze. Pteris heterophlebia ingår i släktet Pteris och familjen Pteridaceae. Inga underarter finns listade.